# Alexander Andrejewitsch Jakschin
Alexander Andrejewitsch Jakschin (russisch Александр Андрееич Якжин; * 22. Junijul. / 5. Juli 1907greg. in Ranenburg; † 13. Dezember 1961 in Moskau) war ein sowjetischer Geologe und Hochschullehrer.

## Leben
Als Jakschins Vater Kirill Andrejewitsch Jakschin 1914 starb, zog die Mutter Pelageja Grigorjewna Jakschina (1884–1966) mit ihren fünf Kindern in das Dorf Starojurjewo, wo sie als Dorfschneiderin arbeitete. 1923 trat Jakschin in den Komsomol ein.
Jakschin absolvierte die RabFak der 2. Staatlichen Universität Moskau, die nach der Oktoberrevolution aus Wladimir Iwanowitsch Guerriers Moskauer Höheren Kursen für Frauen entstanden war. Ab 1929 studierte Jakschin an der Moskauer Bergakademie (MGA). 1934 schloss er das Studium ab am Institut für Geologie und Prospektion (MGRI), das aus der MGA entstanden war.
Ab 1935 arbeitete Jakschin in Irkutsk im Ostsibirischen Geologie-Trust als technischer Leiter und Chef einer Explorationsgruppe zur Bewertung von Muskovit- und Phlogopit-Lagerstätten bei Schalinskoje, bei Aldan und anderen Orten. Seine Erforschung der Pegmatite im nordwestlichen Transbaikalien wurde von Alexander Jewgenjewitsch Fersman sehr geschätzt.
Ab 1938 leitete Jakschin die geologische Abteilung der Hauptverwaltung für Zink und Blei des Volkskommissariats für Schwerindustrie in Moskau. Er war auch Chefingenieur der Donezk-Verbundexpedition zur Untersuchung der Nagolny-Platte (Teil der Donezplatte).
Während des Deutsch-Sowjetischen Krieges war Jakschin Chefingenieur und dann Chefgeologe der Ostsibirischen Geologie-Verwaltung. Für die Rüstungsindustrie organisierte er die Prospektion, Exploration und Ausbeutung der Lagerstätten von Wolfram, Molybdän, Zinn, Glimmer, Fluorit u. a. Für seine erfolgreiche Arbeit erhielt er den Orden des Roten Banners der Arbeit und den Preis des Geologie-Komitees des Rats der Volkskommissare der Sowjetunion (zusammen mit Dmitri Sergejewitsch Korschinski und anderen). 1943 verteidigte Jakschin mit Erfolg seine Dissertation über die Kandakow-Muskovit-Lagerstätte bei Motygino für die Promotion zum Kandidaten der geologisch-mineralogischen Wissenschaften. Ende 1944 wurde er wissenschaftlicher Mitarbeiter des Instituts für Geologische Wissenschaften der Akademie der Wissenschaften der UdSSR (AN-SSSR) in Moskau.
Ab 1949 lehrte Jakschin im MGRI am Lehrstuhl für Rohstofflagerstätten und Prospektions- und Explorationsmethodik. Zusammen mit dem MGRI-Direktor Jewgeni Jewgenjewitsch Sacharow bildete er Bergbauingenieure und Geologen für die Prospektion radioaktiver Elemente aus.
Im April 1950 wurde Jakschin im Zusammenhang mit der Bildung der Sonderverwaltung Jenisseistroi Chefgeologe der Osterzverwaltung, die die Strelkin-Uran-Lagerstätte an der Angara bei Lessosibirsk verwaltete. Nach intensiver Untersuchung der Lagerstätte durch Bohrungen wurde die Lagerstätte von Jakschin und anderen negativ bewertet, so dass sie dann geschlossen wurde.
1951 wurde Jakschin nach Moskau versetzt, wo er Leitungsfunktionen in der 2. und 1. Hauptverwaltung des Ministerrats der UdSSR und im Ministerium für Mittelmaschinenbau übernahm. Im Zusammenhang mit dem sowjetischen Atombombenprojekt wurde er schließlich Vizechef der Geologie-Hauptverwaltung. Für seinen großen Beitrag zur Uranversorgung erhielt er 1954 den zweiten Orden des Roten Banners der Arbeit.
1953 verteidigte Jakschin mit Erfolg seine Doktor-Dissertation über Geologie und Struktur endogen geprägter Erzgebiete am Beispiel der Untersuchung der Metallogenese in Transbaikalien und im südlichen Fernen Osten für die Promotion zum Doktor der geologisch-mineralogischen Wissenschaften. 1954 wurde Jakschin vom Minister für Mittelmaschinenbau Wjatscheslaw Alexandrowitsch Malyschew auf Antrag des Bildungsministeriums für die Lehrtätigkeit im MGRI freigestellt. Im selben Jahr gelang es Jakschin dort, den Lehrstuhl für Rohstofflagerstätten und Prospektions- und Explorationsmethodik zu reaktivieren und zu leiten, der 1949 nach der Verhaftung des damaligen Inhabers Wladimir Michailowitsch Kreiter geschlossen worden war. Ende 1956 wurde Jakschin Direktor des MGRI. Besonders widmete er sich der Ausbildung von Spezialisten für die Geologie und Exploration der seltenen und radioaktiven Metalle. Dafür erhielt er 1961 den dritten Orden des Roten Banners der Arbeit.
Jakschin starb nach schwerer Krankheit und wurde auf dem Nowodewitschi-Friedhof begraben.